# Björkö (Hammarland, Åland)
Björkö är en halvö i Hammarlands kommun på Åland (Finland). Den ligger i den norra delen av kommunen.
Björkö ligger på fasta Åland och har Söderskog i söder, Sandviksfjärden i väster och Jomalö i norr.
Terrängen på Björkö är platt och skogig. Den östra stranden är vassig. I Björköhålet mellan Björkö och Jomalö finns flera grynnor. Björkö är obebyggd.